# مدينة كوتاباتو
مدينة كوتاباتو (بالإنجليزية: Cotabato City) هي مدينة في الفلبين، تتبع Soccsksargen ‏، هي عاصمة سلطنة ماغويندناو، بلغ عدد سكانها 271٬786  نسمة، في 1 مايو 2010، تبلغ مساحتها 176٫00 كيلومتر مربع، رمزها البريدي هو 9600.

## الموقع
تشترك في الحدود مع:
- Sultan Kudarat, Maguindanao del Norte [الإنجليزية]‏.

## مدن توأم
المدن التوأم:
- ناغا.